# Brastads församling
Brastads församling var en församling i Lysekils pastorat i Norra Bohusläns kontrakt i Göteborgs stift. Församlingen låg i Lysekils kommun i Västra Götalands län. 1 januari 2023 uppgick församlingen i Lysekils norra församling.

## Administrativ historik
Församlingen har medeltida ursprung. 
Församlingen var till 1 maj 1922 annexförsamling i pastoratet Bro, Lyse och Brastad som även omfattade Lysekils församling från dess bildande omkring 1700 till l maj 1901. Från 1 maj 1922 till 2018 var församlingen annexförsamling i pastoratet Bro och Brastad. Från 2018 till 2023 ingick församlingen i Lysekils pastorat. 1 januari 2023 uppgick församlingen i Lysekils norra församling.

## Kyrkor
- Brastads kyrka